# Tailleur-pantalon

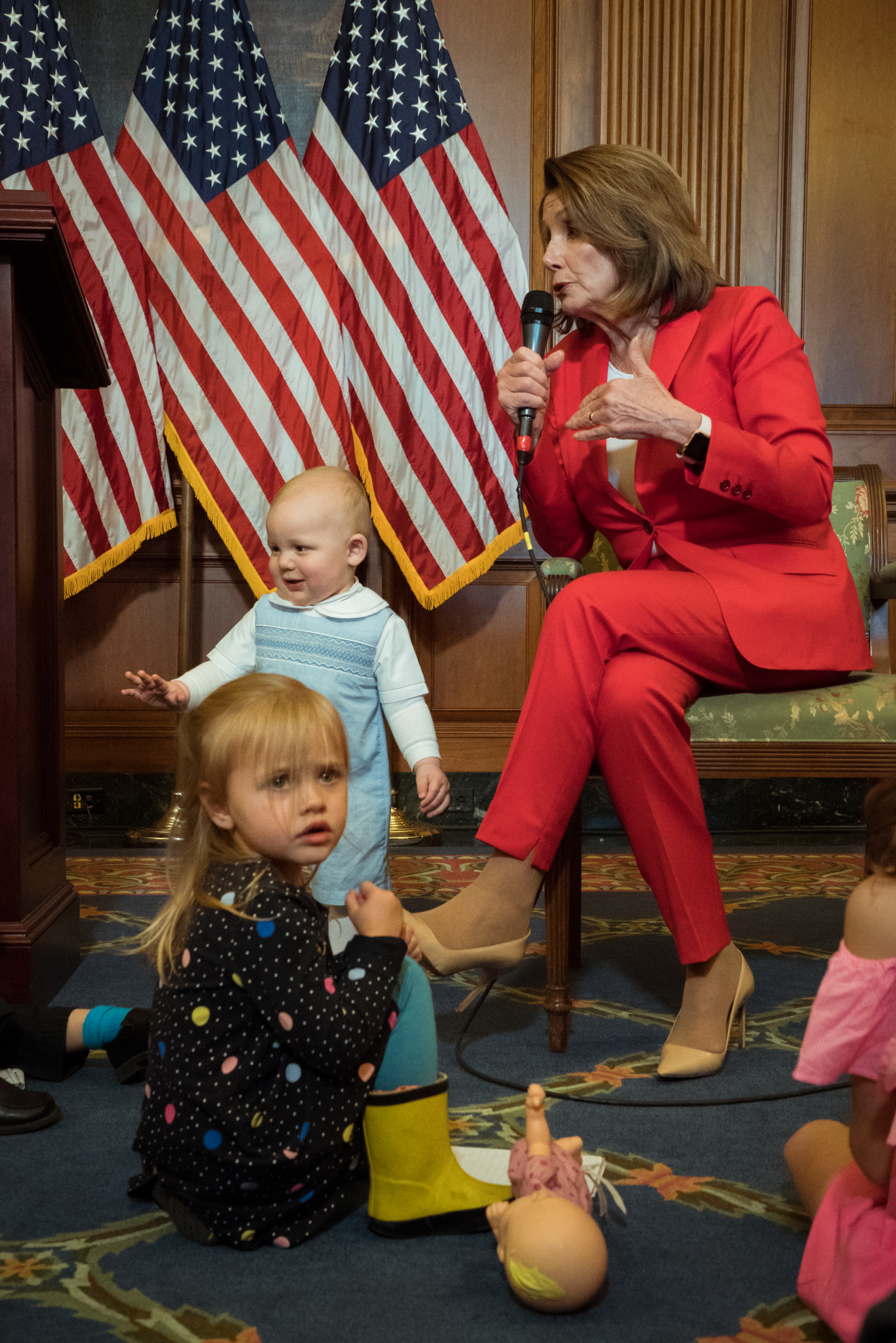
Nancy Pelosi en tailleur-pantalon en 2018.

Le tailleur-pantalon est un ensemble constitué d’une veste et d’un pantalon ; il se distingue du simple tailleur, généralement assorti d'une jupe.

## Contexte
En 1967, date du lancement du premier tailleur-pantalon féminin par Yves Saint Laurent, le pantalon est presque exclusivement réservé aux hommes. Le phénomène de la garçonne des années 1920, femme androgyne, aux cheveux courts portant des pantalons, apparaît comme une exception. Le pantalon reste un symbole de pouvoir, d’où l’expression « porter la culotte ». Si bien que jusque dans les années 1950, les femmes portant un pantalon pouvaient être arrêtées, pour cause de travestissement. En 1972, la conseillère politique française Michèle Alliot-Marie se voit refuser l’entrée de l’Assemblée nationale à cause de sa tenue, ce à quoi elle répond « Si c’est mon pantalon qui vous gêne, je l’enlève dans les plus brefs délais.. »
Le tailleur-pantalon est lancé dans le milieu de la mode un an avant les mouvements de Mai 68, en pleine période d’effervescence de la jeunesse, de renouvellement des modes de pensée et de remise en question de l’habillement féminin. Avec le tailleur-pantalon, Saint Laurent, comparé par Michel Klein à « une éponge de son temps », traduit les volontés de liberté sexuelle et d’expression de la jeunesse.  
Il dira d’ailleurs : « Ce que je […] propose ce n’est pas une nouvelle ligne […] mais la liberté. La virilité n’est pas plus liée à la flanelle grise et à l’épaule débordante que la femme ne l’est à la mousseline ou à la gorge pigeonnante. Je pense que le temps des femmes poupées et des hommes dominateurs est révolu. » Selon lui, si la mode « n’exprime pas l’air du temps, elle n’a pas de raison d’être. »

## Yves Saint Laurent

### Description

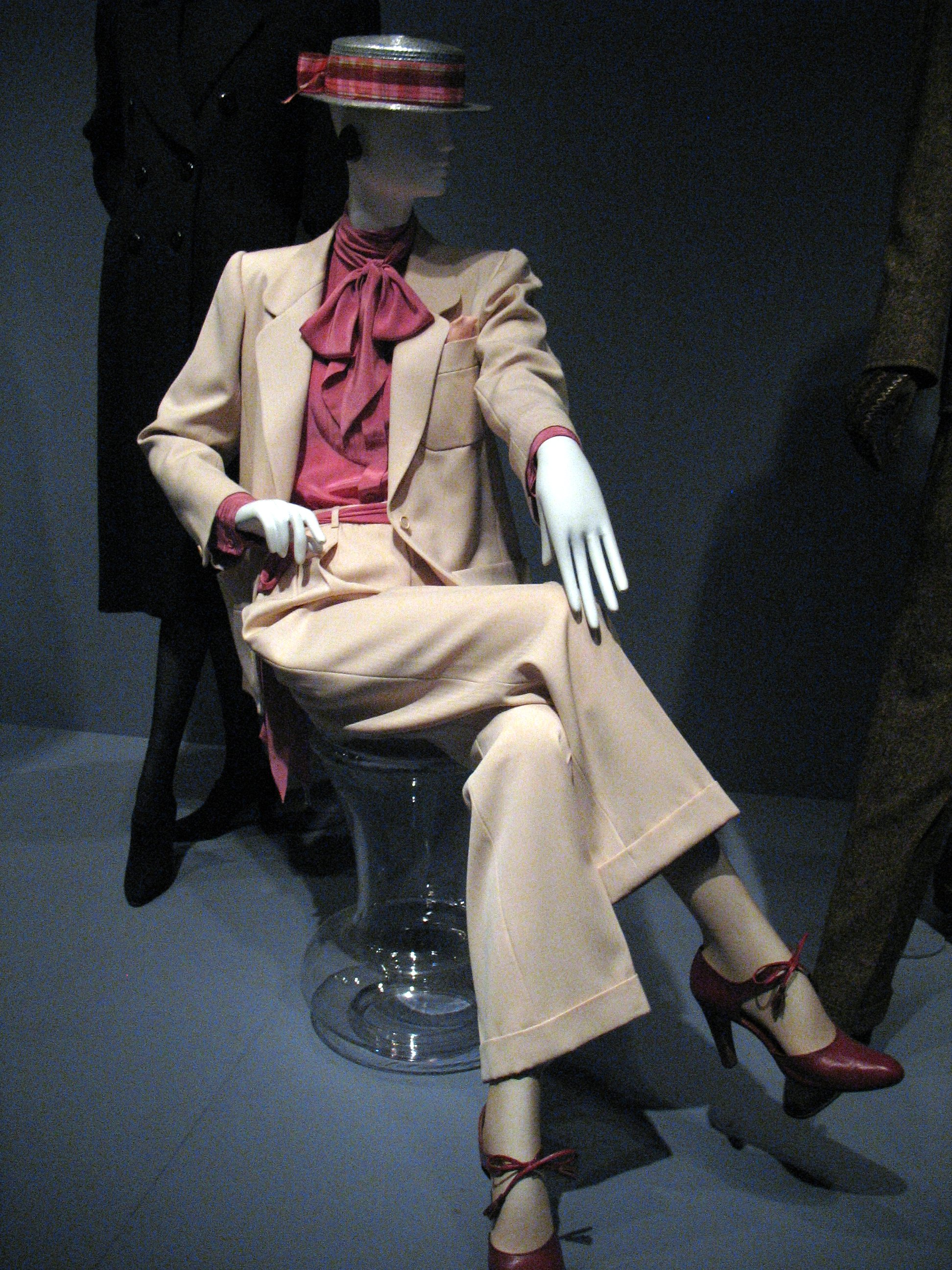
Ensemble tailleur-pantalon d'Yves Saint Laurent exposé au San Francisco De Young Museum.

Les tailleurs-pantalons portés par les femmes sont d’abord empruntés directement au vestiaire masculin, jusqu'à ce qu’Yves Saint Laurent crée un tailleur-pantalon fait spécialement pour les femmes. Le tailleur-pantalon c’est d’abord les « épaules » Saint Laurent, carrées, une coupe de la veste parfaitement symétrique, droite, affirmée. La taille est cintrée, le pantalon large et pincé allonge les jambes. L’ensemble est accompagné d’accessoires féminins, de talons ou de bijoux. La blouse, portée en dessous de la veste est transparente, en satin, crêpe ou mousseline. Au niveau de la veste, le col, les épaules et les manches apportent la structure, et le reste de la veste tombe en souplesse sur le corps, apportant une liberté de mouvement. Les poches du pantalon ou de la veste permettent de négliger le sac. Le tailleur est le plus souvent de couleur sombre, ou blanc. 
Les étapes de la création : le dessin, les toiles, le patron en papier avec les dernières modifications, l’entoilage, le picotage, le moulage de la veste, le montage, la pose de la doublure, les finissions mains (biais, boutonnières…), et enfin le repassage. La toile est posée en biais pour la souplesse et en droit-fil pour la structure, c’est là tout l’intérêt de la veste, structurée et souple à la fois. La réalisation d’un tailleur demande 80 à 100 heures de travail. Une veste nécessite plusieurs heures de travail, les épaulettes constituent à elles seules 8 heures de travail par paire. Un pantalon représente autour de 40 heures de travail et une blouse deux semaines. 

### Démarche
Pour Yves Saint Laurent, le pantalon et la veste sont avant tout pratiques, modernes, et c’est par la contrainte d’un vêtement à l’origine masculin qu’une femme révèle toute sa féminité. Le tailleur-pantalon est donc un moyen pour les femmes d’exprimer profondément leur féminité. Saint Laurent « n’aime pas quand le pantalon est porté dans un esprit revendicatif, c’est-à-dire pour imiter l’homme», il pense « qu’en portant un pantalon une femme peut développer au maximum sa féminité dans sa lutte contre l’homme » et que l’égalité est avant tout un état d’esprit. Une acheteuse, Françoise Darmon, dit qu’avec la mode Saint Laurent « On n’était ni des femmes-mecs, ni des poules […] On était à la fois libérées et très féminines. »

« Mon style est androgyne. Parce que j’avais remarqué que les hommes avaient beaucoup plus confiance en eux, dans leurs vêtements et que les femmes n’avaient pas tellement confiance en elles. Alors j’ai cherché à donner cette confiance et à leur donner la ligne». »

— Yves Saint Laurent, De fil en aiguille, David Teboul.
Yves Saint Laurent souhaite engendrer une façon de vivre en déplaçant « la mode de l’esthétique au social », il veut instaurer le tailleur-pantalon comme un classique, pour que les femmes aient « une plus grande confiance en elles-mêmes ».

### Collections
Yves Saint Laurent propose des tailleurs dès la première collection de sa maison en 1962, mais il y introduit le pantalon lors de la collection printemps-été de 1967. Sa démarche s’inscrit dans la continuité du lancement du smoking pour femmes en 1966,. Puis, il mène une collection en juillet 1968 autour du tailleur. Betty Saint (plus tard Catroux), jeune mannequin blonde, longiligne, et androgyne inspire le couturier qui y retrouve un reflet de lui-même. 
Ses tailleurs deviennent un peu plus accessibles au delà de sa clientèle haute couture, car depuis 1966 la boutique Saint Laurent rive gauche propose des créations en prêt-à-porter.  
En janvier 1971, Yves propose toujours des tailleurs-pantalons dans sa collection « Libération », ode à la provocation. Destinée à choquer cette collection fera scandale pour ses vêtements tapageurs et sa référence aux années 1940 d’Occupation. Yves Saint Laurent a puisé l’inspiration dans les femmes qui l’entourent, Betty Catroux mais aussi Loulou de la Falaise ou Paloma Picasso qui s’habille alors aux puces. 

#### Réactions
Les réactions lors des apparitions successives du tailleur-pantalon féminin seront au départ, mitigées. Certains journalistes se demandent à propos de la collection de juillet 1968 s’il ne s’agit pas d’une collection d’homme. Les américaines sont plus enthousiastes et une journaliste du Women's Wear Daily écrit le 31 janvier 1967 : « Les Américaines vont avoir envie de mettre le feu à leur garde-robe quand elles verront cela. […] Les nouveaux-tailleurs en tissus masculins de Saint Laurent sont la sensation de la saison à Paris. […] Quel spectacle ! – ça aurait pu sortir tout droit de Broadway. ». Néanmoins, à cette période le chiffre d’affaires haute couture chute. 
L’adhésion au tailleur-pantalon se fait progressivement, pour devenir dans les années 1980 un « best-seller » de la maison, 110 pièces sont vendues par saison. Le tailleur-pantalon devient alors un classique de la garde-robe d’une femme moderne, un indispensable. Colombe Pringle du magazine Elle dit de tout autre vêtement qu’il lui semblait « hautement vulgaire ». Le tailleur-pantalon autrefois critiqué pour sa vulgarité est devenu le comble du chic.